# Irina Minch
Irina Jedvinovna Minch (in russo Ирина Эдвиновна Минх?; Čerepanovo, 16 aprile 1964) è un'ex cestista sovietica, dal 1992 russa.

## Carriera
Con l'Unione Sovietica ha disputato i Giochi olimpici di Seul 1988, i Campionati mondiali del 1990 e due edizioni dei Campionati europei (1987, 1991).
Con la Squadra Unificata ha disputato i Giochi olimpici di Barcellona 1992

## Palmarès
- Coppa Ronchetti: 1

Dinamo Novosibirsk: 1985-86